# 蒙太奇 (電影)
《蒙太奇》（韓語：몽타주），是一部2013年上映的韓國電影，講述一件未抓到犯人的綁架撕票案在15年追訴期滿不久之後，又發生另一名兒童被以相同手法遭到綁架的故事。由嚴正化飾演15年前失去女兒的母親，金相慶為負責該未結案事件的警察，繼《殺人回憶》時隔10年後再次扮演警察。

## 劇情簡介
15年前，夏景（嚴正化飾演）的女兒西珍遭到綁架撕票，兇手的完美犯案讓警方始終無法將他逮捕到案。然而在15年追訴期即將屆滿之際，負責當時案件的警察清浩（金相慶飾演）在案發現場發現一朵白花，但不是西珍母親送來的，除了警方之外唯一知道此處的人就只有兇手一人，清浩懷抱著最後一絲希望在僅剩不多的時間內開始全力追查，最終還是與兇手擦肩而過。幾天之後，與15年前犯案手法相同的綁架案又再次上演......

## 演員陣容
- 嚴正化：夏景（西珍母）
- 金相慶：吳清浩
- 宋永彰：韓哲
- 曹熙奉：姜刑警
- 柳承穆：郭隊長
- 鄭海均：崔刑警
- 朴哲民：具科長
- 紀朱奉：韓博士
- 宋敏芝：小春母
- 金聖鏡：西珍
- 許靜恩：小春

## 獲獎
- 2013年第50屆大鐘獎
  - 女主角獎（嚴正化）

## 外部連結
- NAVER電影 （页面存档备份，存于）
- 豆瓣电影上《抓住那个家伙》的資料 （简体中文）
- 互联网电影数据库（IMDb）上《重罪犯》的资料（英文）